# فرانسوا دوفالييه
فرانسوا دوفالييه (بالفرنسية: François Duvalier)‏ ‏ (1907-1971) رئيس هايتي وديكتاتورها (1957-1971). اتصف حكمه بالإرهاب والاعتداء على جميع حريات المواطنين وممتلكاتهم وقد جمع بين مساوئ الإقطاع والعصابات الإرهابية. فرض عزلة مظلمة على هايتي وناصر السياسة الأمريكية في المجالات الدولية. جرت عدة محاولات لاغتياله. خلفه ابنه جان كلود دوفالييه وعمره 19 عاماً وسار على نهجه.

## روابط خارجية
- فرانسوا دوفالييه على موقع IMDb (الإنجليزية)
- فرانسوا دوفالييه على موقع الموسوعة البريطانية (الإنجليزية)
- فرانسوا دوفالييه على موقع مونزينجر (الألمانية)
- فرانسوا دوفالييه على موقع إن إن دي بي (الإنجليزية)